# ケミカルテック
ケミカルテック 株式会社（英: Chemical Tech Co.,Ltd.）は、愛知県犬山市に本社を置き、電気めっきを中心に表面処理加工を行う企業。

## 歴史
- 1951年（昭和26年）1月 - 犬山鍍金として創業 本社工場設立
- 1954年（昭和29年）1月 - 合資会社犬山鍍金工業所設立
- 1965年（昭和40年）5月 - 第二工場設立
- 1973年（昭和48年）5月 - 第三工場設立
- 1987年（昭和62年）5月 - 南工場設立
- 1991年（平成3年）7月 - ケミカルテック 株式会社設立
- 2005年（平成17年）12月 - 南工場を第二工場隣接地へ移転し第二工場として増設

## 生産拠点
- 本社工場
- 第二工場
- 第三工場

## グループ会社
- 合資会社 犬山鍍金工業所
- マルダイ犬山製作所 株式会社